# A Change in Me
"A Change in Me" là một bài hát đơn ca trong vở nhạc kịch Broadway Người đẹp và quái thú, do nhân vật nữ chính Belle thể hiện. Bài hát do hai nhà soạn nhạc Alan Menken và Tim Rice sáng tác. Ban đầu ca khúc này vốn không nằm trong kịch bản đầu tiên của vở diễn Broadway này, mà nó mới được thêm vào năm 1998 khi ca sĩ R&B Toni Braxton tham gia diễn xuất trong vở kịch; và mặc dù vốn bài hát này chỉ được đưa vào riêng cho Braxton, nhưng từ đó về sau nó đã trở thành một phần của kịch bản và được thể hiện ở tất cả các buổi diễn. Do đó, bài hát này cũng không có mặt trong bản thu âm của Dàn diễn viên Broadway gốc; tuy nhiên, Susan Egan, diễn viên đảm nhiệm vai Belle đầu tiên ở Broadway, đã thu âm lại ca khúc này và đưa vào album của mình, So far...

## Ý nghĩa
Khoá nhạc gốc của bài hát biểu diễn ở Broadway là Son giáng trưởng, mặc dù nó được thể hiện ở gam La trưởng. Ca khúc nói về sự thay đổi bên trong con người Belle, một trải nghiệm mà cả hai nhân vật chính, Belle, và Quái thú, đều phải trải qua. Lời ca miêu tả nàng giờ không còn trung thành với những ước mơ thuở nhỏ của mình nữa và nhận ra rằng nàng yêu thích cuộc sống như hiện tại: "I never thought I'd leave behind/my childhood dreams, but I don't mind/I'm where and who I want to be." (Tôi chưa bao giờ nghĩ mình sẽ bỏ lại/Những mơ ước thuở nhỏ phía sau lưng, nhưng giờ tôi không lo lắng nữa/Tôi đang ở nơi và là con người tôi mong muốn)

## Các phiên bản
Ca khúc "A Change in Me", đã được nhiều ca sĩ khác nhau thể hiện và thu âm:
- Susan Egan, So Far. Egan là diễn viên đầu tiên đóng vai "Belle" trong phiên bản nhạc kịch Broadway của Người đẹp và quái thú.
- Ashley Brown, Disney's On the Record. Brown thu âm ca khúc khi cô được chọn vào vai "Kirsten" trong tour diễn toàn quốc của vở kịch thời sự Disney On the Record.
- KC Concepcion, show diễn do Atlantis Production tổ chức tại Philippines năm 2005.[1] KC Concepcion[2] thu âm bài hát này cùng với Dàn nhạc San Miguel nổi tiếng thế giới.
- Chantal Janzen 2006 Dutch Cast Recording. Chantal Janzen thu âm ca khúc này ở Hà Lan với tên gọi 'Dat zegt het hart'.
- Julia Möller, 2008 Madrid Cast Recording. Möller thu âm bài hát này lần đầu tiên bằng tiếng Tây Ban Nha, với tên gọi "Un cambio en mí". Vào năm 2009, trùng với dịp vở kịch đến công diễn ở Barcelona, María Adamuz, người thay thế Möller, thu âm lại bài hát một lần nữa.
- Trong tour diễn toàn quốc ở Tây Ban Nha năm 2012/13 ca khúc do Talia Del Val và Lydia Fairen thể hiện (bản hát lại). Tour diễn đi qua 17 thành phố ở riêng Tây Ban Nha, do Ignasi Vidal thủ vai Quái thú, Talia Del Val trong vai Belle, Daniel Diges vai Gaston và Raul Peña vai Lefou. Tiếc là không có bản thu âm nào do dàn diễn viên tuyệt vời này thể hiện.
- Một phiên bản không lời được chơi dưới dạng bài nhạc nền lặp đi lặp lại ở Khu rừng bị phù phép (Enchanted Forest) tại Fantasyland thuộc khu Magic Kingdom ở công viên Walt Disney World.

Phần cuối của ca khúc được thay đổi năm 2005 khi Ashley Brown tham gia vai diễn Belle. Nó được làm hoành tráng hơn để cho gần giống với phần kết mà cô đã thể hiện đi đóng vai Kirsten trong On the Record. Hiện nay, ca khúc kết thúc bằng các nốt nối và dàn nhạc nền huy hoàng hơn.